# Zaštitarska tvrtka
Zaštitarska tvrtka, tvrtka koja nudi svoje usluge iz djelatnosti privatne zaštite. Zaštitarske tvrtke obavljaju djelatnosti čuvanja banaka, prijevoza novca, osiguravanja političkih događja i sportskih utakmica, zračnih luka, trgovačkih centara, skladišta, gradilišta, privatnih domova i drugih poduzeća.
Jedna od najstarijih i najpoznatijih detektivskih i zaštitarskih agencija je Pinkertonova nacionalna detektivska agencija, osnovana oko 1855. godine. Pet najpoznatijih i najvažnijih svjetskih zaštitarskih agencija su Prosegur Compañía de Seguridad SA, ADT Inc., Amentum, Allied Universal Security Services te Securitas AB, koja djeluje i u Hrvatskoj kao Securitas Hrvatska.
Vrste zaštitarskih tvrtki:
- osnovne zaštitarske tvrtke
- istraživačke tvrtke
- tvrtke za sigurnosne sustave
- tvrtke za sigurnosnu obuku
- tjelohraniteljske tvrtke

## Vanjske poveznice
- Pet najvećih privatnih zaštitarskih tvrtki u svijetu – insidermonkey.com (engl.)
- Vrste zaštitarskih tvrtki – securitycompanymavericks.com (engl.)